# Liczby Pella

Srebrny prostokąt, powiązany z l.P.

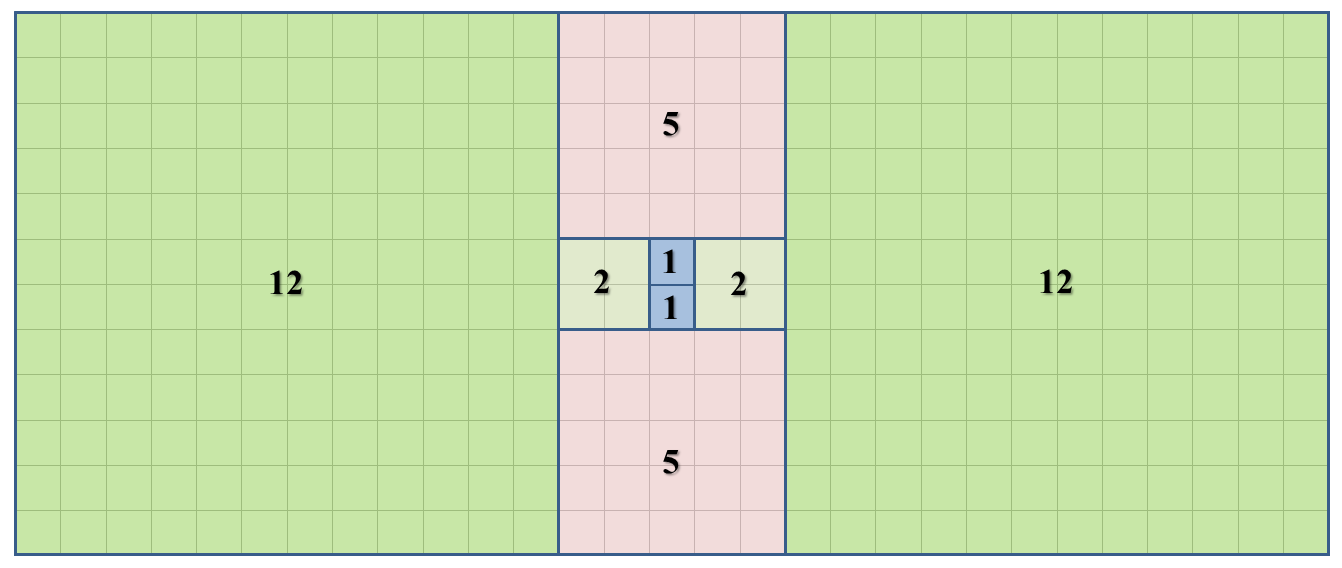

Liczby Pella – liczby naturalne opisane przez następujący wzór rekurencyjny:
{\displaystyle P_{n}={\begin{cases}0&{\mbox{gdy }}n=0;\\1&{\mbox{gdy }}n=1;\\2P_{n-1}+P_{n-2}&{\text{gdy }}n>1\end{cases}}}

## Własności i przykłady
- Pierwsze wyrazy ciągu liczb Pella to:

0, 1, 2, 5, 12, 29, 70, 169, 408, 985, 2378...
- {\displaystyle n}-ty wyraz tego ciągu da się również obliczyć ze wzoru:

{\displaystyle P_{n}={\frac {(1+{\sqrt {2}})^{n}-(1-{\sqrt {2}})^{n}}{2{\sqrt {2}}}}.}
- Istnieje także wzór macierzowy:

{\displaystyle {\begin{pmatrix}P_{n+1}&P_{n}\\P_{n}&P_{n-1}\end{pmatrix}}={\begin{pmatrix}2&1\\1&0\end{pmatrix}}^{n}.}
- Granica ilorazu dwóch kolejnych wyrazów tego ciągu jest równa odwrotności srebrnej liczby, tzn.

{\displaystyle \lim _{n\to \infty }{\frac {P_{n}}{P_{n+1}}}={\frac {1}{{\sqrt {2}}+1}}.}
- Suma odwrotności liczb Pella (dla {\displaystyle n>0}) jest zbieżna do pierwiastka z dwóch, tzn.

{\displaystyle \sum _{n=1}^{\infty }{\frac {1}{P_{n}}}={\sqrt {2}}.}